# Отрощенко Олексій Петрович
Олексі́й Петро́вич Отро́щенко — полковник Збройних сил України, учасник російсько-української війни.
Станом на 2017 рік — командир в/ч А2319 (захищений пункт управління), Гостомель.

## Нагороди
За особисту мужність і героїзм, виявлені у захисті державного суверенітету та територіальної цілісності України, вірність військовій присязі під час російсько-української війни, нагороджений
- орденом Данила Галицького (27.11.2014).